# Johann Chrysostomus Winck

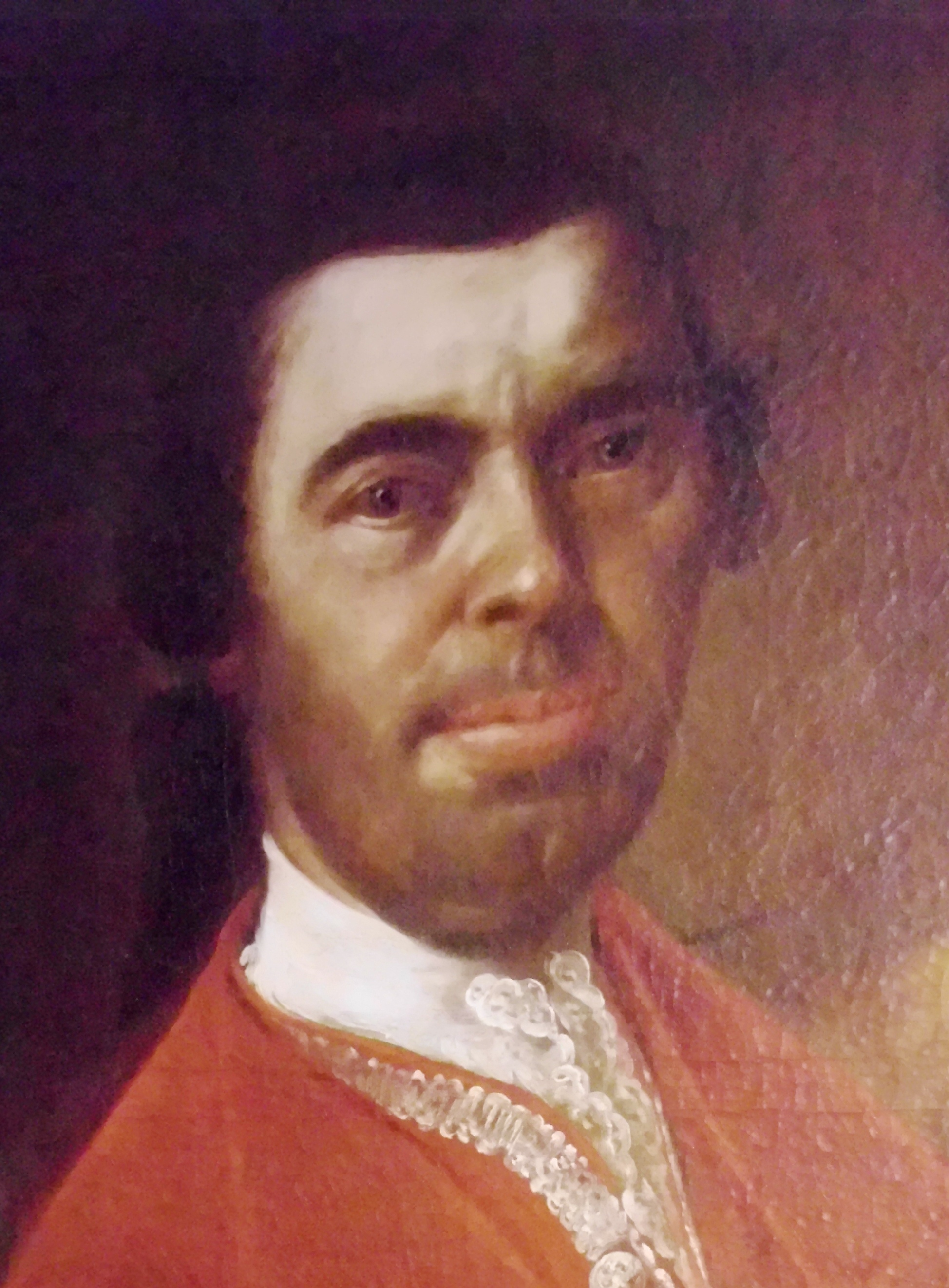
Johann Chrysostomus Winck, Selbstbildnis

Johann Chrysostomus Winck (auch: Wink; getauft am 22. Januar 1725 in Eichstätt; † 10. März 1795 ebenda) war ein Altarblatt- und Kreuzweg-Maler der späten Rokoko-Zeit, der hauptsächlich im Fürstbistum Eichstätt wirkte.

## Leben
Er wurde als erster Sohn des fürstbischöflich-eichstättischen Garde-Korporals Augustin Winck und seiner Frau Walburga, geb. Rindtfleisch, geboren und am 22. Januar 1725 in das Taufregister der Pfarrei Zu Unserer Lieben Frau eingetragen. Er hatte sechs Geschwister.
Wo er seine künstlerische Ausbildung erhielt und wohin er sich als Geselle auf Wanderschaft begab, ist ungewiss. 1747 heiratete er in Rottenburg am Neckar Maria Theresia Franziska geb. Dosch. Aus der Ehe lassen sich zwei Söhne nachweisen: der spätere Münchener Stillleben-Maler Johann Wolfgang Amandus Winck (* 1754; † 1817) und der spätere Eichstätter Priester Josef Willibald (* 1756; † 1800).
Nach dem Tode seiner Frau im Jahr 1757 kehrte er nach Eichstätt zurück, wo er am 5. Februar 1762 die Malers- und Kupferstechertochter Elisabeth Peschon heiratete. 1764 wurde die Tochter Rosa Anna geboren († 1765); zu dieser Zeit war er schon „civis et pictor“, also Bürger der Stadt Eichstätt und Besitzer einer Malergerechtigkeit. 1765 wurde der Sohn und spätere Eichstätter Maler Lucas Willibald Gundekar († 1815) geboren.
Um 1752/53 verhalf er seinem 13 Jahre jüngeren Bruder Christian Winck (1738–1797; ab 1769 kurfürstlich-bayerischer Hofmaler) zu einer Lehrstelle bei seinem Freund, dem Maler und Freskanten Anton Scheitler (1718–1791) im niederbayerischen Eggenfelden, dem er zuvor die Heirat mit der dortigen Malerstochter Maria Magdalena Maisthuber vermittelt hatte; der Vater Augustin Winck stammte aus Unterrohrbach, einem Ort bei Eggenfelden. Bei einem Aufenthalt in Freising malte Winck zusammen mit dem fürstbischöflichen Hofmaler Johann Baptist Deyrer ein Heiliges Grab. Auch soll er den jungen Ignaz Alexander Breitenauer, den späteren und letzten Hofbildhauer des Hochstifts Eichstätt, an die Werkstätte des dortigen Bildhauers Joseph Angerer vermittelt haben.
Eichstättisch-fürstbischöflicher Hofmaler kann er nicht gewesen sein, da diesen Titel zu seinen Lebzeiten andere Künstler führten.

## Werk
Von seinen für Kirchenräume geschaffenen Werken haben sich Altarbilder und Kreuzwege mit 14 Stationen (teilweise fehlend), sämtlich in Öl auf Leinwand gemalt, u. a. erhalten in:
- Altenberg bei Denkendorf, Filialkirche St. Gertraud: Altarblatt „Hl. Gertrud von Helfta“, signiert, um 1760[11]
- Berching, Pfarrkirche Mariä Himmelfahrt: Seitenaltarblätter, teilweise signiert, datiert 1759[12]
- Bergen, Wallfahrtskirche Heilig Kreuz: Seitenaltarblatt „Hl. Franz Xaver“, signiert, 1765; Kreuzweg, signiert, nicht datiert, 1773/74 entstanden; Seitenaltarblatt „Heiliger Leonhard“, signiert, um 1765[13]
- Biesenhard, Pfarrkirche St. Johannes Baptist: Kreuzweg, signiert, nicht datiert[14]
- Böhming bei Kipfenberg, Filialkirche St. Johannes Baptist: Kreuzweg, um 1770 (Zuschreibung)[15]
- Burgoberbach, Pfarrkirche St. Nikolaus: Kreuzweg, signiert, vor 1770[16]
- Dinkelsbühl: in der Georgskirche Kreuzweg, signiert; im Pfarrhof Gemälde „Christus am Ölberg“ (Zuschreibung)[17]
- Meßbach bei Dörzbach, Dreifaltigkeitskirche: Seitenaltarblatt „Hl. Joseph“, um 1776/77 (Zuschreibung)[18]
- Eberswang, Filialkirche St. Alban / St. Sola: Kreuzweg mit vermutlichem Selbstporträt auf der 10. Station, signiert, nicht datiert[19]
- Eichstätt: Im ehemaligen Kapuzinerkloster Gemälde „Salomon“ (Zuschreibung) und „Wunder des hl. Antonius von Padua in Rimini“; als städtischer Kunstbesitz Gemälde „Esther vor Ahasver“, signiert, datiert 1769;[20] im Priesterseminar „Tod des hl. Franz Xaver“, signiert, datiert 1780[21]
- Ellingen: in der Georgskirche Gemälde „Beschneidung Jesu“, signiert, datiert 1778, „Das letzte Abendmahl“, „Die Auferstehung Christi“, „Die Anbetung der Könige“, signiert, datiert 1778, „Ausgießung des Hl. Geistes“, signiert; in St. Maximilian drei Gemälde einer 4er Bilderfolge „Szenen aus dem Leben des Heiligen Johannes von Nepomuk“, signiert, 1782[22]
- Gebsattel, Pfarrkirche St. Laurentius: Kreuzweg (Zuschreibung)[23]
- Möning bei Freystadt, Pfarrkirche St. Willibald: Hochaltarblatt „Maria mit Willibald und Walburga“, signiert, wohl von 1753[24]
- Neuburg an der Donau: In Heilig Geist Kreuzweg, signiert, datiert 1769; im Studienseminar Gemälde „Christus fällt unter dem Kreuz“ und „Kreuzabnahme“, um 1770 (Zuschreibung), Gemälde „Glorie der hl. Angela Merici“, signiert, datiert 1769, Gemälde „Hl. Anna mit Marienkind“ am südlichen Seitenaltar, signiert, datiert 1766; in St. Peter „Hl. Expeditus, Märtyrer“ (Zuschreibung); in St. Wolfgang Hochaltarblatt „Letzte Kommunion des hl. Wolfgang“, um 1770 (Zuschreibung)[25]
- Oberisling, Filialkirche St. Martin: Hochaltarblatt „Mantelteilung des hl. Martin“, Auftrag von 1791 (Zuschreibung)[26]
- Rohrdorf bei Rosenheim (Zuschreibung des Kreuzweges) (Bauer, S. 102, 127)
- Wachenzell, Pfarrkirche St. Johannes Baptist: Hochaltarblatt „Taufe Christi“, signiert, um 1770[27]
- Wemding, Pfarrkirche St. Emmeram: Rosenkranzbruderschaftsbild (ehemaliges Altarblatt), spätes 18. Jahrhundert (Zuschreibung), „Kreuzigung“ (ehemaliges Hochaltarblatt), 1791; Gemälde „Hl. Sippe“ in der ehemaligen Kapuzinerklosterkirche, signiert, um 1790[28]

Werke befinden sich auch in der Barockgalerie von Augsburg („Verklärung der hl. Walburga“, Altarblatt; „Letzte Kommunion des hl. Wolfgang“, Ölskizze, signiert), im Bayerischen Nationalmuseum München („Rebekka und Eliser am Brunnen“, signiert), im Historischen Museum Regensburg (Votivbild „Heilige vor der Siboto-Madonna im Eichstätter Dom“, datiert 1759), im Salzburger Barockmuseum („Allegorie des Herbstes“, Zuschreibung; „Glorie eines hl. Bischofs“, Ölskizze) und im Würzburger Museum am Dom („Martyrium der hl. Thekla“, Ölgemälde, signiert). Ein signiertes Selbstbildnis um 1760/65 besitzt das Domschatz- und Diözesanmuseum Eichstätt.